# Angle Editorial
Angle Editorial és una editorial independent dedicada al llibre en català amb seu a la ciutat de Barcelona. Fundada el 1992 a Manresa per Eudald Tomasa, publica col·leccions d'assaig, narrativa, llibre il·lustrat, i també poesia i altres llibres de gènere divers, així com versions en castellà d'alguns dels seus llibres.
El novembre del 2008 fundà, amb Cossetània Edicions i Edicions Bromera, la xarxa d'editors independents Edi.cat per a la promoció conjunta dels catàlegs bibliogràfics i l'impuls de projectes d'innovació editorial, especialment de llibres digitals en català i de lectors digitals, i el 2009, amb Cossetània i altres editorials, impulsà la distribuïdora Xarxa de Llibres. El juny del 2012 anuncià la fusió amb Cossetània en una nova empresa, 9 Grup Editorial.